# Phenibut

Strukturformel

Phenibut [(±)-betafenylgammaaminosmörsyra] eller mindre vanligt Fenibut eller Phenybut, är ett preparat som säljs som ett nootropiskt kosttillskott världen över, och används i Ryssland som medicin mot ångest och sömnlöshet. Det är ett derivat av GABA och tillhör gruppen gabapentinoider. Den liknar därför mediciner som gabapentin och pregabalin i effekt.